# NGC 7458
NGC 7458 је елиптична галаксија у сазвежђу Рибе која се налази на NGC листи објеката дубоког неба.
Деклинација објекта је + 1° 45' 12" а ректасцензија 23h 1m 28,5s. Привидна величина (магнитуда) објекта NGC 7458 износи 12,6 а фотографска магнитуда 13,6. NGC 7458 је још познат и под ознакама UGC 12309, MCG 0-58-20, CGCG 379-22, PGC 70277.